# I rymden finns inga känslor
I rymden finns inga känslor är en svensk kortfilm och långfilm från 2010 av Andreas Öhman. Långfilmen hade premiär i Sverige den 3 september 2010. Den gjordes först som en novellfilm, som visades på SVT den 13 juli 2010. Filmen släpptes på bluray och DVD den 26 januari 2011.

## Handling
Artonårige Simon lever i en lägenhet med sin bror Sam och hans flickvän Frida. Simon har Aspergers syndrom och kräver ett inrutat schema varje dag för att må bra. När någonting blir honom övermäktigt gömmer han sig i sin egen rymdkapsel, en tunna, för där, i rymden, finns inga jobbiga känslor. När Sams förhållande med Frida tar slut raseras ordningen för Simon som beslutar sig för att hitta en ny flickvän till Sam.
Han hittar Jennifer, en tjej som enligt Simon skulle vara perfekt för Sam, då Sam och Jennifer är helt olika och därför borde dras till varandra. Simon bestämmer sig för att arrangera en romantisk supé i stadsparken för Jennifer och Sam så att de kan träffas. Men Sam är motsträvig och vill inte träffa någon. Simon kidnappar därför Sam och för honom till parken så att han och Jennifer ändå träffas. Men de blir inte kära så som Simon hoppats på.
Filmen slutar med att Simon som inte kan hantera misslyckandet med Sam och Jennifer åter gömmer sig i sin rymdkapsel, övertygad om att Jennifer som han trots allt fått ett band till nu är borta för alltid. Sam är utanför, och de diskuterar varför Simon gjort allt det här för Sam och Jennifer. Jennifer kommer in i rummet och lyckas övertyga Simon om att hon inte kommer att försvinna och Simon tittar till sist försiktigt ut ur sitt gömställe. Och fast Simon i normala fall avskyr beröring drar han sig inte undan när Jennifer rör vid hans hand.

## Om filmen
Att döma av det inzoomade jordklotet i filmens början utspelar sig handlingen i Sollefteå, på samma plats som filmen delvis är inspelad i.
Filmen har också inslag från Sundsvall, närmare bestämt Videobutiksscenerna från "Video Drome", en ökänd videobutik i Sundsvall . Scenen där Bill/Simon går ut från Videodrome är från när butiken var lokaliserad i centrala Sundsvall. Butiken ligger nu utanför Sundsvall sen en tid tillbaka. 
Polisbilen i filmen har trycket "Västernorrland" på bilens dörr. Sollefteå och Sundsvall är båda städer i Västernorrland.
Filmen finns i två versioner: En en kortfilmsversion på 29 minuter och en långfilmsversion på 85 minuter. Kortfilmsversionen visades den 4 februari 2010 på Göteborg International Film Festival och på SVT den 13 juli 2010. Långfilmsversionen hade biopremiär den 3 september 2010.

## Rollista
- Bill Skarsgård – Simon
- Martin Wallström – Sam
- Cecilia Forss – Jennifer
- Mats Qviström – Arbetsledaren
- Lotta Tejle – Simons mamma
- Ingmar Virta – Simons pappa
- Sofie Hamilton – Frida
- Kristoffer Berglund – Peter
- Susanne Thorson – Jonna
- Per Andersson – Den 'franska' kocken

## Mottagande
Filmen var Sveriges bidrag till Oscarsgalan 2011. Till Guldbaggegalan 2011 var filmen nominerad i kategorierna bästa film, bästa manus, bästa manliga huvudroll och bästa kvinnliga biroll. Den vann dock ingen guldbagge.
I filmens DVD-utgåva ingår en extrafilm med titeln Långt ifrån lagom, där fem personer med Aspergers syndrom intervjuas.